# Château-sur-Epte
Château-sur-Epte es una localidad y comuna francesa situada en la región de Alta Normandía, departamento de Eure, en el distrito de Les Andelys y cantón de Écos.

## Demografía
| 439 | 404 | 410 | 357 | 632 | 661 |
| Para los censos de 1962 a 1999 la población legal corresponde a la población sin duplicidades (Fuente: INSEE [Consultar]) |     |     |     |     |     |